# سیارک ۱۵۵۷۶
سیارک ۱۵۵۷۶ (به انگلیسی: 15576 Munday، نامگذاری:2000GK68) پانزده هزار و پانصد و هفتاد و ششمین سیارک کشف شده‌است که در ۵ آوریل ۲۰۰۰ کشف شد.
قدر مطلق سیارک برابر ۱۹.۵ است.